# Heiko Wiesenthal
Heiko Wiesenthal (* 12. Februar 1975 in Mayen) ist ein deutscher Sitzvolleyballspieler und Kapitän der Deutschen Sitzvolleyballnationalmannschaft. Bei den Sommer-Paralympics 2012 gewann er mit der Mannschaft die Bronze-Medaille.
Zuvor war er erfolgreicher Faustballspieler.

## Leben
Wiesenthal schloss eine Ausbildung zum Schreiner ab. Während der Ableistung seines Wehrdienstes bei der Bundeswehr erlitt er 1995 bei einer Panzerverladung auf Güterwagen bei der Berührung einer Starkstrom führenden Oberleitung einen Stromunfall. In der Folge musste der linke Unterschenkel amputiert werden.
Wiesenthal schulte um und wurde Ergotherapeut. Er arbeitet im Klinikum Koblenz-Montabaur.

## Sportliche Karriere

### Faustball
Vor seinem Unfall spielte Wiesenthal erfolgreich Faustball und gewann zweimal mit den TuS Rot-Weiß Koblenz die Deutsche Meisterschaft. Nach einer anderthalbjähriger Pause nahm er seinen Sport unter Nutzung einer Unterschenkelprothese wieder auf und wurde später erneut Deutscher Meister.
Im Verlauf spielte Wiesenthal für den TV Vaihingen/Enz. Er war Abwehrspieler.

### Sitzvolleyball
2009 wechselte er zum TSV Bayer 04 Leverkusen, wo er Sitzvolleyball spielt. Ferner wurde er 2009 in die Nationalmannschaft berufen deren Kapitän er später wurde. Wiesenthal spielt auf der Position eines Angreifers.

## Sportliche Erfolge

### Sitzvolleyball

#### Nationalmannschaft
- Paralympics 2012: Bronzemedaille
- Paralympics 2016: Spiel um Platz 5[5]
- Weltmeisterschaft 2010: 6. Platz
- Europameisterschaft 2011: Bronzemedaille

#### Verein
- Weltpokal 2010: Silbermedaille
- Europapokal 2011: Bronzemedaille
- Deutscher Meister: 2010, 2011, 2012

### Faustball
- Deutscher Meister: 3×
- Junioren-Europameister
- Vize-Europapokalsieger[6]

## Auszeichnungen
- Silbernes Lorbeerblatt 2012[7]
- Georg von Opel-Preis 1997